# Radio Yerevan
Radio Yerevan hoặc Armenia Radio là những câu truyện tiếu lâm rất phổ biến ở Liên Xô và các nước Cộng sản Đông Âu trước đây trong nửa sau thế kỉ 20. Đây là những câu truyện thuộc dạng Hỏi - Đáp, câu truyện thường có dạng 
Radio Yerevan được hỏi: "<...>"
Radio Yerevan trả lời: "<...>".

## Tiếu lâm chính trị Radio Yerevan
Phần lớn những câu truyện tiếu lâm Radio Yerevan thuộc thể loại này, người nghe hỏi một câu về sự khác biệt giữa chủ nghĩa Cộng sản và chủ nghĩa Tư bản. Câu trả lời thường là "Trên nguyên tắc, đúng thế" nhưng chi tiết của câu trả lời lại mâu thuẫn với chính nó.
- Đây là Radio Yerevan, một thính giả của chúng tôi đặt câu hỏi: "Có phải một người đã nhận án 10 năm tù vì tuyên bố rằng Brezhnev là một thằng ngu?"

Câu trả lời của Radio Yerevan: Trên nguyên tắc, đúng là thế, nhưng đó là một bí mật quốc gia.
- Có đúng là một nửa của Ủy ban Trung ương Đảng Cộng sản Liên Xô là những kẻ ngu?

Sai, tất cả đều như thế.
- Điều gì khác biệt giữa Hiến pháp của Hoa Kỳ và Liên Xô? Cả hai đều bảo đảm quyền tự do ngôn luận cơ mà.

Trên nguyên tắc, đúng là thế, chỉ có điều Hiến pháp Hoa Kỳ bảo đảm quyền tự do sau khi ngôn luận
- Có phải ở Liên Xô tất cả mọi người đều bình đẳng.

Đúng vậy, nhưng có một số người bình đẳng hơn những người khác (lấy ý tưởng từ tác phẩm "Trại súc vật" của George Orwell)
- Điều gì là vĩnh cửu ở Liên Xô

Những khó khăn tạm thời.
- Kẻ thù của chúng ta sẽ sử dụng những phương pháp gì để lật đổ nhà nước Xã hội chủ nghĩa.

Những câu hỏi như vậy sẽ được thảo luận trong chương trình "Các lời khuyên hữu ích".
- Thế nào là cấm đoán và thế nào là cho phép?

Ở nước Anh, cấm đoán là cấm đoán và cho phép là cho phép. Ở Mỹ, mọi thứ đều được phép ngoại trừ những gì bị cấm đoán. Ở Đức mọi thứ đều bị cấm đoán trừ những gì là được phép, ở Pháp mọi thứ đều được phép thậm chí cả khi bị cấm đoán. Ở Liên Xô, mọi thứ đều bị cấm đoán, thậm chí cả khi được phép.
- Truyện tiếu lâm cười nào mà chỉ duy nhất có một từ?

Cộng sản (Communism)
- Còn truyện tiếu lâm nào dài nhất?

Diễn văn của Khrushchev tại đại hội đảng.
- Có phải Adam và Eve là những người cộng sản đầu tiên?

Rất có thể, cả hai đều ăn mặc giản dị, họ ăn uống rất thanh đạm, họ không bao giờ có nhà riêng, và hơn hết, họ luôn tin rằng họ đang sống trên thiên đường.
- Tại sao Solzhenitsyn, Brodsky, Bukovsky và những người bất đồng quan điểm khác lại bị trục xuất khỏi đất nước?

Anh không biết rằng tất cả những sản phẩm tốt nhất luôn được lựa chọn để xuất khẩu?